# Vaidas
Vaidas ist ein litauischer männlicher Vorname, Abkürzung von Vaidotas. Die weibliche Form ist Vaida.

## Namensträger
- Vaidas Baumila (* 1987), Sänger
- Vaidas Bacys (* 1971), Lehrer und Politiker
- Vaidas Mažeika (* 1978), litauischer Handballschiedsrichter
- Vaidas Sakalauskas (* 1971), Schachspieler und Trainer
- Vaidas Slavickas (* 1986), Fußballspieler

Siehe auch:
- Valdas